# 韋爾曼氏魮
韋爾曼氏魮（学名：Barbus wellmani）為輻鰭魚綱鯉形目鯉科的其中一個種。該物種於1911年由乔治·亚伯特·布兰洁描述，主要分布於非洲安哥拉Cuvo河，體長可達8公分。

## 扩展阅读
維基物種上的相關：韋爾曼氏魮